# Troy Donahue
Troy Donahue, geboren Merle Johnson jr. (New York, 27 januari 1936 - Santa Monica (Californië), 2 september 2001), was een Amerikaanse acteur, vooral in de jaren zestig bekend als tieneridool.

## Biografie
Troy Donahue is de zoon van Merle Johnson sr., een vicepresident van General Motors. Hij kwam voor het eerst in aanraking met het acteervak tijdens zijn studie journalistiek aan Columbia. In die tijd ging hij spelen bij een repertoiregezelschap. In het midden van de jaren vijftig vertrok hij naar Hollywood om daar zijn acteercarrière voort te zetten. Henry Willson, de agent van Rock Hudson, stelde hem voor zijn naam te veranderen van Merle Johnson jr. in Troy Donahue. Die naam ging hij gebruiken in films.
Zijn filmdebuut maakte hij in 1957 met kleine, niet op de aftiteling vermelde rollen in films als Man Afraid en Monolith Monsters. Het jaar daarop volgden grotere rollen, waaronder in The Tarnished Angels van Douglas Sirk. De grote doorbraak kwam in 1959, toen hij een contract tekende bij Warner Bros., die hem gelijk een hoofdrol gaven tegenover Sandra Dee in A Summer Place van Delmer Daves. De film werd een groot succes. De jonge, blonde, blauwogige Donahue groeide uit tot een ster, zeker bij tienermeisjes, en verscheen regelmatig op de cover van tijdschriften. Voor Warner Bros. speelde hij in de daaropvolgende jaren hoofdrollen in verscheidene grote, vooral op het tienerpubliek gerichte films als Parrish (1961) en Rome Adventure (1962). In de laatste film speelde hij tegenover Suzanne Pleshette, met wie hij in 1964 trouwde en weer scheidde. Naast zijn filmwerk was hij in die tijd ook op televisie te zien, eerst in "Surfside 6" (1960-1962) en daarna in "Hawaiian Eye" (1962-1963).
Een meer uitdagende rol kwam in 1964 met A Distant Trumpet van Raoul Walsh, over de conflicten tussen de Amerikaanse cavalerie en de Indianen. Daarna raakte Donahue echter uit de mode. Na jaren in het middelpunt te hebben gestaan, kreeg hij meer en meer kleinere en mindere rollen aangeboden. In 1966 werd zijn contract met Warner Bros. niet verlengd. Low-budget televisiefilms werden zijn belangrijkste inkomsten. Een kleine opleving kwam in 1974, toen Francis Ford Coppola hem een rolletje gaf in The Godfather Part II. Het personage in die film droeg zijn eigen naam, Merle Johnson.
Door een alcohol- en drugsverslaving verdween hij echter vanaf mid jaren zeventig uit beeld. Pas in het midden van de jaren tachtig keerde hij weer terug naar de film, veelal exploitatiefilms en direct-naar-video-werk van slechte kwaliteit, maar ook cultfilms als Cry-Baby van John Waters.

### Privé
Troy Donahue is meerdere malen getrouwd, maar nooit voor lange tijd. Het korte huwelijk met actrice Suzanne Pleshette duurde van 4 januari tot 8 september 1964. Op 21 oktober 1966 trouwde hij met actrice Valerie Allen. Het paar was iets meer dan een jaar getrouwd en scheidde op 16 november 1968. Ook was hij van 1979 tot 1981 getrouwd met Vicky Taylor. Ten tijde van zijn dood leefde hij samen met zijn verloofde, de mezzosopraan Zheng Cao. Donahue had twee kinderen, een zoon en een dochter, en drie kleinkinderen.
Nadat zijn carrière mid jaren zestig in het slop raakte en hij ontslagen werd bij Warner Bros., raakte Donahue verslaafd: eerst aan alcohol, later ook aan drugs. Het kostte hem zijn carrière. Eind jaren zeventig, begin jaren tachtig was hij zelfs dakloos.
Troy Donahue overleed op 2 september 2001 op 65-jarige leeftijd aan een hartaanval.

## Verwijzingen in de populaire cultuur
- Het personage Troy McClure uit de animatieserie "The Simpsons" is een samenstelling van hem en acteur Doug McClure.
- In het lied "Look at me, I'm Sandra Dee" uit de film Grease zit de regel "As for you, Troy Donahue, I know what you wanna do".
- De acteur wordt genoemd in het lied "Hello Twelve, Hello Thirteen, Hello Love" uit de Broadwaymusical A Chorus Line: "If Troy Donahue could be a movie star, then I could be a movie star."

## Filmografie (selectie)
- Man Afraid (niet vermeld, 1957)
- The Monolith Monsters (niet vermeld, 1957)
- The Tarnished Angels (1958)
- Monster on the Campus (1958)
- Imitation of Life (1959)
- A Summer Place (1959)
- "Surfside 6" (televisieserie, 1960-1962)
- Parrish (1961)
- Suzan Slade (1961)
- Rome Adventure (1962)
- "Hawaiian Eye" (televisieserie, 1962-1963)
- Palm Springs Weekend (1963)
- A Distant Trumpet (1964)
- My Blood Runs Cold (1965)
- Rocket to the Moon (1967)
- Cockfighter (1974)
- The Godfather Part II (1974)
- Grandview, U.S.A. (1984)
- Deadly Prey (1987)
- Assault of the Party Nerds (direct-naar-video, 1989)
- Cry-Baby (1990)